# Valeri Beljakov
Valeri Beljakov, född den 13 april 1953, är en sovjetisk landhockeyspelare.
Han tog OS-brons i herrarnas landhockeyturnering i samband med de olympiska landhockeytävlingarna 1980 i Moskva.